# Романчук, Руслан Владимирович
Руслан Владимирович Романчук (укр. Руслан Володимирович Романчук, 12 октября 1974, Одесса, УССР) — украинский футболист, защитник и полузащитник.

## Игровая карьера
Руслан Романчук родился 12 октября 1974 года в городе Одесса. Воспитанник СДЮШОР «Черноморец» (Одесса). В 1991 году начал свои выступления в составе «моряков», дебютировав за команду в матче Кубка СССР. 3 июня 1992 года дебютировал за «Черноморец» в Высшей лиге в матче против «Торпедо» (Запорожье) (2:1). В июне 1995 года выступал в кременчугском «Кремне», а затем — в винницкой «Ниве». В 1997 году переехал в Германию, где защищал цвета клуба из Второй Бундеслиги «Гютерсло» и клуба из третьего дивизиона немецкого чемпионата «Целле».
В июне 2000 года вернулся в состав одесского «Черноморца». Весной 2003 года был отдан в аренду в ужгородское «Закарпатье». Затем выступал в составе любительского клуба «Иван» (Одесса). В начале 2004 года стал игроком казахского «Тараза», а летом 2004 года перешёл в «Спартак-Горобыну» (Сумы). Во время зимнего перерыва в сезоне 2004/05 присоединился к составу овидиопольского «Днестра», в котором и завершил карьеру профессионального футболиста. Затем выступал в составе любительских клубов из Одессы: «Солнечная Долина» и «Дружба Народов».

## Достижения
- Высшая лига чемпионата Украины
  - Серебряный призёр (1): 1995
  - Бронзовый призёр (2): 1993, 1994
- Первая лига чемпионата Украины
  - Серебряный призёр (1): 2002
- Кубок Украины
  - Обладатель (2): 1992, 1994
- Кубок Казахстана
  - Обладатель (1): 2004